# Giovanni III d'Armagnac
Giovanni III d'Armagnac in francese: Jean III d'Armagnac (1359 circa – Alessandria, 25 luglio 1391) fu Conte di Rodez, conte d'Armagnac e di Fezensac oltre che Visconte di Lomagne e Auvillars, dal 1384 ed anche conte consorte di Comminges, e poi conte di Comminges dal 1385, alla sua morte.

## Origine
Giovanni, sia secondo i Documens historiques et généalogiques sur les familles et les hommes remarquables du Rouergue, che secondo Pierre de Guibours, detto Père Anselme de Sainte-Marie o più brevemente Père Anselme, era il figlio maschio primogenito del Conte di Rodez, conte d'Armagnac e di Fezensac, conte di Charolais e visconte di Lomagne e d'Auvillar, Giovanni II (1333 -† 1384) e di Giovanna di Périgord (1345 circa-dopo il 7 Maggio 1366), figlia di Ruggero Bernardo, Conte di Périgord e della moglie, Eleonora d1 Vendôme.
Giovanni II d'Armagnac, sia secondo i Documens historiques et généalogiques sur les familles et les hommes remarquables du Rouergue, che secondo Père Anselme, era il figlio maschio primogenito del Conte di Rodez, conte d'Armagnac e di Fezensac e visconte di Lomagnelm e d'Auvillar, Giovanni I (1306 -† 1373) e della contessa di Charolais, Beatrice di Clermont (gennaio 1311 - Rodez 25 agosto 1364), principessa di sangue reale, figlia primogenita del conte di Charolais e signore di Saint-Just, Giovanni (figlio di Roberto di Francia, figlio del re di Francia, Luigi IX il Santo) e della sua seconda moglie, Giovanna di Dargies, signora di Dargies e di Catheux.

## Biografia
Il 4 gennaio 1381, suo padre, Giovanni II, aveva fatto testamento e nel 1384, per un ultimo codicillo, si recò presso la sede papale ad Avignone, dove morì il 26 maggio 1384. Fu sepolto nella Cattedrale di Auch, come da sua indicazione testamentaria.
Giovanni, essendo il figlio primogenito, gli succedette nelle contee di Rodez, Armagnac e Fezensac, mentre il secondogenito, Bernardo, gli succedette nella contea di Charolais .

Scudo dei conti d'Armagnac e di Rodez, dopo il 1304

Il 6 agosto 1385, avendo ricevuto dalla moglie la Contea di Comminges, Giovanni, a nome suo e della moglie, rese omaggio al re di Francia, Carlo VI.
In quello stesso anno, il re Carlo VI, con lettera del 25 ottobre, lo nominò capitano generale per la Guascogna e la Linguadoca, come già lo erano stati il padre ed il nonno, al comando di 700 uomini in armi, con un compenso di 1000 franchi d'oro al mese.
Tra il 1386 ed il 1387, assieme al fratello, Bernardo, combatté e riuscì ad espellere le compagnie al soldo gli inglesi che devastavano il Rouergue.
Nel 1390, Giovanni avanzò delle pretese sul Regno di Maiorca, a nome di Elisabetta di Maiorca, regina titolare del regno, che gli aveva ceduto i diritti; ma fu sconfitto dalle truppe di Giovanni I, re d'Aragona, in una battaglia combattuta nei pressi di Navata. Giovanni III condusse anche azioni militari nella contea del Rossiglione.
In quello stesso anno, per poter correre in aiuto alla città di Firenze (la discesa in Italia di Giovanni III viene confermata anche dallo storico Alfred Coville), in accordo col fratello Bernardo, che ne era il titolare, vendette la contea di Charolais, al duca di Borgogna, Filippo l'Ardito, per la somma di 50.000 fiorini, come risulta dall'atto depositato a Parigi, l'11 maggio 1390.
Nel 1391 partì per l'Italia, anche per aiutare il cognato, Carlo Visconti, signore di Parma e marito di sua sorella, Beatrice d'Armagnac, che, assieme ai fiorentini, era in conflitto con suo cugino Gian Galeazzo Visconti, duca di Milano; anche Père Anselme ricorda l'avvenimento, asserendo che Carlo Visconti era prigioniero del cugino, Gian Galeazzo.
Durante la guerra, Giovanni partecipò all'assedio della città di Alessandria, in Piemonte e morì nella battaglia di Alessandria: durante l'assedio, cadde in un'imboscata, in cui le sue truppe vennero sconfitte e Giovanni fu ferito e fatto prigioniero.
Giovanni morì, a causa delle ferite riportate in battaglia, il giorno successivo alla cattura, il 25 luglio 1391. Il corpo di Giovanni fu sepolto nella chiesa di San Marco ed in un secondo tempo il duca di Milano, Gian Galeazzo Visconti, lo fece trasferire in Francia e fu sepolto nella Cattedrale di Auch.
Dopo la sua morte di Giovanni, dato che gli eredi erano due figlie femmine, in tenera età, a Giovanni, in tutti i suoi titoli, succedette il fratello, Bernardo.

## Matrimonio e discendenza
Nel 1384 oppure nel 1385, Giovanni III aveva sposato Margherita di Comminges (1363-1443), che dal 1376 era contessa di Comminges (1376-1443); Margherita era la figlia terzogenita ed erede del conte di Comminges, Pietro Raimondo e della moglie, Giovanna di Comminges. Il contratto di matrimonio era stato redatto il 14 maggio 1378. Il 4 giugno del 1385, come da contratto Margherita cedette la Contea di Comminges (la Contea di Comminges, contigua alla contea d'Armagnac aveva un'estensione di circa 150 leghe quadrate) e tutte le sue dipendenze al marito come compenso dei 146.000 franchi d'oro che gli doveva.
Dopo essere rimasta vedova, Margherita si sposò in seconde nozze, nel 1392, con Giovanni II d'Armagnac, visconte di Fezenzaguet; la procura per il contratto di matrimonio si trova nella Histoire de la Gascogne depuis les temps les plus reculés jusqu'à nos jours, tome VI.
Dopo essere rimasta vedova per la seconda volta, Margherita, dopo aver ricevuto la dispensa dal fratello del futuro marito, il cardinale, Pietro, sposò, in terze nozze, nel 1419, il cugino, Matteo di Grailly o di Foix-Castelbon († 1454), figlio della Contessa di Foix e Viscontessa di Béarn, Isabella di Foix-Castelbon e del Captal de Buch, Arcimbaldo di Grailly
.
 Alla sua morte, Margherita lasciò in eredità i suoi beni al re di Francia, anche se il terzo marito ne godette fino alla morte.

Giovanni da Margherita ebbe due figlie:
- Giovanna, sposata nel 1408 con Guglielmo di Madaillan (1375-1414), Signore di Lesparre[10], di Blasimon, Rauzan, Pujols e Cancon;
- Margherita, sposata il 30 novembre 1415 a Guglielmo II, Visconte di Narbona (1397-1424), ucciso nella battaglia di Verneuil il 17 agosto 1424[10].

### Fonti primarie
- (FR)  Histoire de la Gascogne depuis les temps les plus reculés jusqu'à nos jours, tome VI.
- (FR)  Histoire générale de Languedoc commenced by Gabriel Marchand
- (FR)  Histoire généalogique et chronologique de la maison royale de France, tomus III.
- (FR)  Documens historiques et généalogiques sur les familles et les hommes remarquables du Rouergue.

### Letteratura storiografica
- A. Coville, Francia: La guerra dei cent'anni (fino al 1380), in «Storia del mondo medievale», vol. VI, cap. XVI, 1979, pp. 608–641
- A. Coville, Francia. Armagnacchi e Borgognoni (1380-1422), in «Storia del mondo medievale», vol. VI, cap. XVII, 1979, pp. 642–672